# Oxeoschistus submaculatus
Oxeoschistus submaculatus är en fjärilsart som beskrevs av Butler 1874. Oxeoschistus submaculatus ingår i släktet Oxeoschistus och familjen praktfjärilar. Inga underarter finns listade i Catalogue of Life.